# Rádio Moçambique

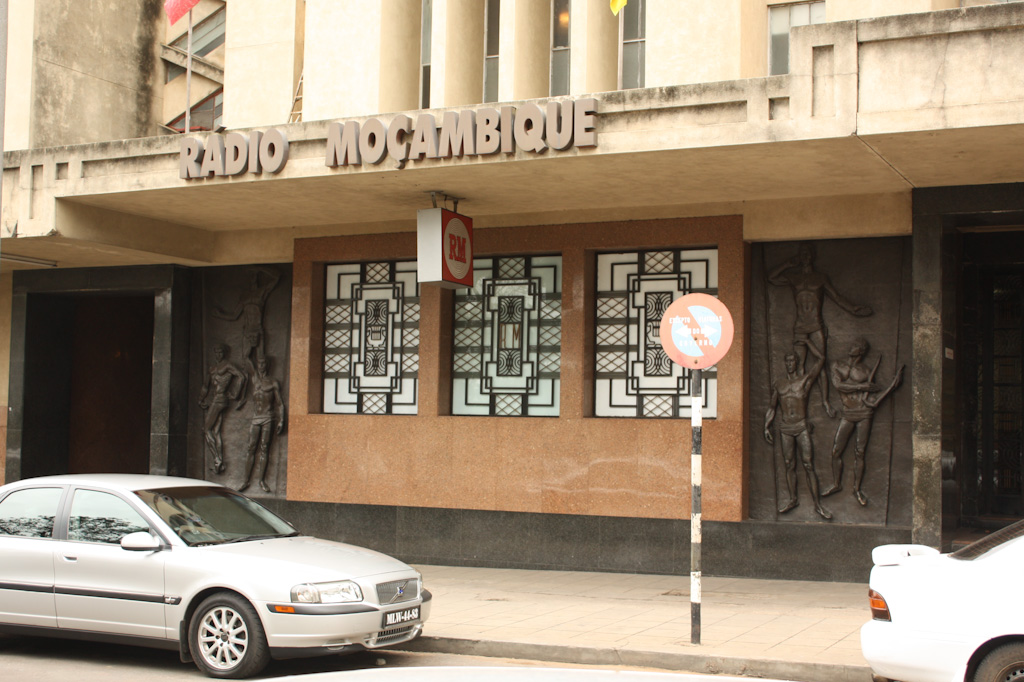
Sede da Rádio de Moçambique na Rua da Rádio 2, em Maputo

Rádio Moçambique é a emissora estatal de radiodifusão de Moçambique.

## História
A emissora foi formada após a independência, em 2 de Outubro e herdou o património do Rádio Clube de Moçambique OC • MHIH, que era a principal emissora da colónia portuguesa, criada em1932 denominada Radiófilos, para hoje Rádio Moçambique- fruto de nacionalização do então Rádio Clube de Moçambique  Oficial da Ordem Militar de Cristo a 4 de Dezembro de 1956 e Membro-Honorário da Ordem do Infante D. Henrique a 26 de Fevereiro de 1971. Os seus escritórios centrais encontram-se na Rua da Rádio que, antes da independência, se chamava Rua do Rádio Clube.

### O 7 de Setembro de 1974
A 7 de Setembro de 1974, após a assinatura dos Acordos de Lusaka, assinados entre representantes do Governo Provisório português e representantes da FRELIMO, alguns colonos assaltaram e tomaram a sede do Rádio Clube de Moçambique, com o propósito de contestar os termos desse acordo, e tentar, com o apoio da África do Sul, a instauração de uma independência branca, inspirada no modelo rodesiano.
Esperavam contar ainda com o apoio do Gen. António de Spínola, então Presidente da República em Portugal, já que este tinha uma ideia diferente para o futuro as colónias africanas portuguesas.
Porventura esses grupos desconheciam que em Lisboa, o Presidente Spínola já não tinha peso político para contrariar o movimento político que estava em marcha para estabelecer os acordos para a independência imediata das colónias, negociando apenas com os movimentos nacionalistas que antes do 25 de abril de 1974 tinham lutado com armas contra o colonialismo.

## Descrição
É uma empresa pública com emissores em todas as províncias. Para além de programas da Antena Nacional (a estação-mãe, que emite em língua portuguesa), os emissores provinciais emitem ainda programas de sua produção em mais de uma dezena de línguas africanas. Usa nos seus sloganes a sigla RM, muitas vezes traduzida por "Do Rovuma ao Maputo".

Na cidade de Maputo, a Rádio Moçambique opera ainda a Rádio Cidade, uma emissora em frequência modulada virada para o entretenimento, a RM Desporto e a Maputo Corridor Radio, uma emissão em língua inglesa.